# パウル・ブリル
パウル・ブリル（Paul Bril、1553年か1554年生まれ、 1626年10月7日に没）はフランドルの画家である。主に風景画を描いた。

## 略歴
アントウェルペンに画家、マタイス・ブリルの息子に生まれた。父親と同名の兄マタイス・ブリル(Matthijs Bril: 1550-1583) も画家になった。父親から絵を学んだ後、ダミアン・オーテルマンス（Damiaen Wortelmans またはDamiaen Ortelmans）という有名でない画家のもとで学んだ。1575年頃から国外にでて、リヨンなどで働いた後、1582年にローマに移った。ローマではすでに兄のマタイス・ブリルがバチカン宮殿の壁画を描く仕事をしていて、兄の工房に入った。翌年、兄が亡くなると兄の工房を引き継ぎ、1588年にはスカラ・サンタの壁画を制作するなど、グレゴリウス13世やシクストゥス5世らの歴代の教皇からの注文を得ることができた。
ローマのブリルの工房は、アダム・エルスハイマーや、コルネリス・ファン・プーレンブルフ、セバスチャン・ヴランクス、ヤン・ブリューゲルといったイタリア以外の国の画家たちが訪れ、互いに影響を与えあうことになった。またアンニーバレ・カラッチのようなイタリアの画家とも互いに影響をおよぼしあった。
教皇庁美術・文芸アカデミー(Pontificia Insigne Accademia di Belle Arti e Letteratura dei Virtuosi al Pantheon)の会員に選ばれ、1620年代にアカデミア・ディ・サン・ルカの要職に任じられた。